# Sitio de Maastricht (1673)
La ciudad de Maastricht (Países Bajos) fue conquistada a los neerlandeses y españoles, ahora aliados, en 1673, tras un asedio por los ejércitos de Luis XIV de Francia, en el contexto de la guerra franco-neerlandesa.
- Datos: Q540121
- Multimedia: Siege of Maastricht (1673) / Q540121